# Karl-Dietrich Diers

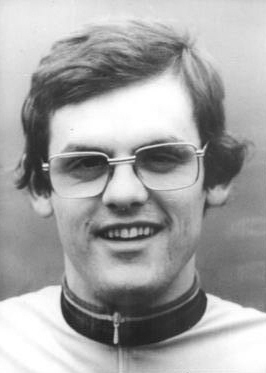
Karl-Dietrich Diers, 1977

Karl-Dietrich Diers (* 9. Mai 1953 in Halle (Saale)) ist ein ehemaliger deutscher Radrennfahrer und Teilnehmer an den Olympischen Sommerspielen 1976 in Montreal.

## Sportliche Laufbahn
Diers begann mit dem Radsport 1965 bei der BSG Lok Güstrow und wechselte 1970 zum ASK Vorwärts Frankfurt (Oder). Er konnte in beiden Jugendklassen der Titel des Straßenmeisters der DDR erringen, 1969 in der Jugend B (14 – 16 Jahre), 1972 in der Jugend A (16 – 18 Jahre).
Seinen ersten bedeutenden internationalen Erfolg feierte er 1973 mit dem Sieg beim Gran Premio Parma in Italien. Mit seinem Sportclub wurde er dreimal DDR-Meister im 100 Kilometer Mannschaftszeitfahren: 1973 und 1974 mit Detlef Kletzin, Dieter Gonschorek und Wolfgang Wesemann, 1977 mit Ulrich Borrmann, Gerhard Lauke und Detlef Kletzin. Bei den Meisterschaften im Straßenrennen konnte Diers sich zweimal (1974 und 1977) als Dritter platzieren. 1974 wurde er Zweiter im Traditionsrennen Rund um Berlin.
Bei den UCI-Straßen-Weltmeisterschaften wurde er 1974 als 20. vor Hans-Joachim Hartnick (22.) und Michael Schiffner (57.) und 1975 als 9. vor Hans-Joachim Hartnick (12.), Rainer Salan (35.), Gerhard Lauke (42.) und Michael Schiffner (52.) jeweils bester DDR-Fahrer.
1976 wurde er für die Olympischen Sommerspiele in Montreal nominiert. Er erreichte im olympischen Straßenrennen den 16. und im Mannschaftszeitfahren den 10. Platz.
Das Mannschaftszeitfahren war seine große Stärke. Diers startete dreimal in dieser Disziplin bei den Weltmeisterschaften und errang mit dem dritten Platz 1974 (mit Hans-Joachim Hartnick, Horst Tischoff und Gerhard Lauke) seine beste Platzierung. In den Einzelrennen bei Weltmeisterschaften wurde er 1974 20., 1975 9.
Bei der Internationalen Friedensfahrt startete Diers viermal und erreichte 1975 mit dem 6. Platz und 1977 mit dem 12. Platz jeweils vordere Platzierungen (1976 – 26., 1974 schied er nach Sturz aus).
Er beendete seine Laufbahn 1977.

## Berufliches
Diers ist gelernter Uhrmacher. Nach seiner aktiven Zeit als Radsportler war er als Trainer beim ASK Vorwärts Frankfurt (Oder) von 1977 bis 1979 für den Jugendbereich und anschließend bis 1985 als Cheftrainer tätig.